# Arena Żagań
Kompleks Sportowy „Arena Żagań” – centrum sportowe wraz ze stadionem piłkarsko-lekkoatletycznym w Żaganiu. Na tym obiekcie rozgrywają mecze m.in. piłkarze Czarnych Żagań.

## Położenie
Stadion położony jest przy ulicy Kochanowskiego w Żaganiu, w zachodniej części miasta. Obiekt od północy i wschodu okala Osiedle na Górce, a od zachodu i południa Osiedle Bema. W sąsiedztwie stadionu, od strony zachodniej, przebiega linia kolejowa.

## Historia
Boisko sportowe istniało w tym miejscu już w latach 20. XX wieku. Po II wojnie światowej wybudowano nowy obiekt i pełnił on funkcję stadionu lekkoatletycznego. 
Pod koniec 2009 roku podpisano umowę, a w październiku ruszyła modernizacja i rozbudowa kompleksu sportowego przy Kochanowskiego, na którą składała się m.in. przebudowa stadionu, budowa boiska ze sztuczną nawierzchnią, budowa krytego basenu, kortów tenisowych i hostelu dla zawodników. Całkowity koszt rozbudowy wyniósł 31,1 mln złotych.
Przebudowę kompleksu skończono w kwietniu 2011 roku, stadion został wyposażony m.in. w nową trybunę z 2068 krzesełkami (w tym sektor gości 198), zadaszenie części głównej trybuny, sztuczne oświetlenie o mocy 1100 lux, bieżnię tartanową z 8 torami (6 na łukach) i tablice z wynikami. 
21 kwietnia tego samego roku na inaugurację obiektu rozegrano mecz II ligi zachodniej pomiędzy Czarnymi Żagań a Jarotą Jarocin, który wygrała drużyna gospodarzy 2:0. Spotkanie rozegrano przy sztucznym oświetleniu. Padł też historyczny rekord frekwencji na stadionie – 1700 widzów.
W 2012 roku rozegrano tutaj finał Pucharu Polski na szczeblu województwa lubuskiego.

## Inne obiekty

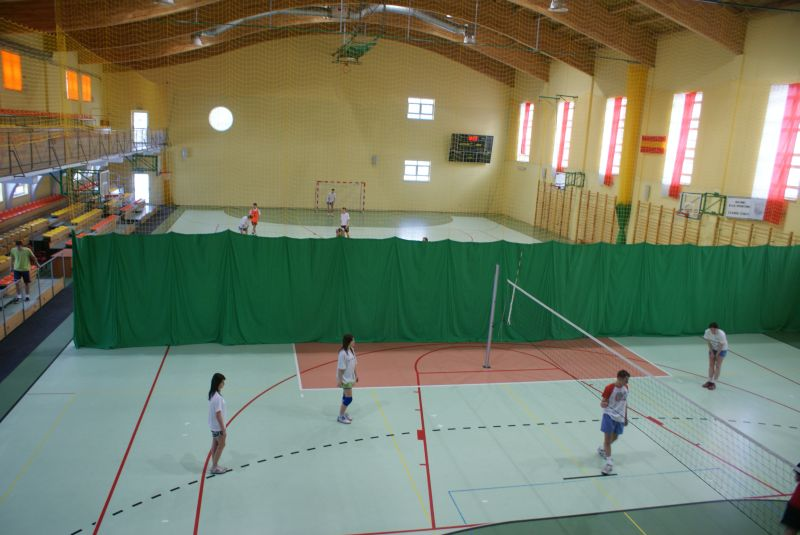
Hala Sportowo-Widowiskowa

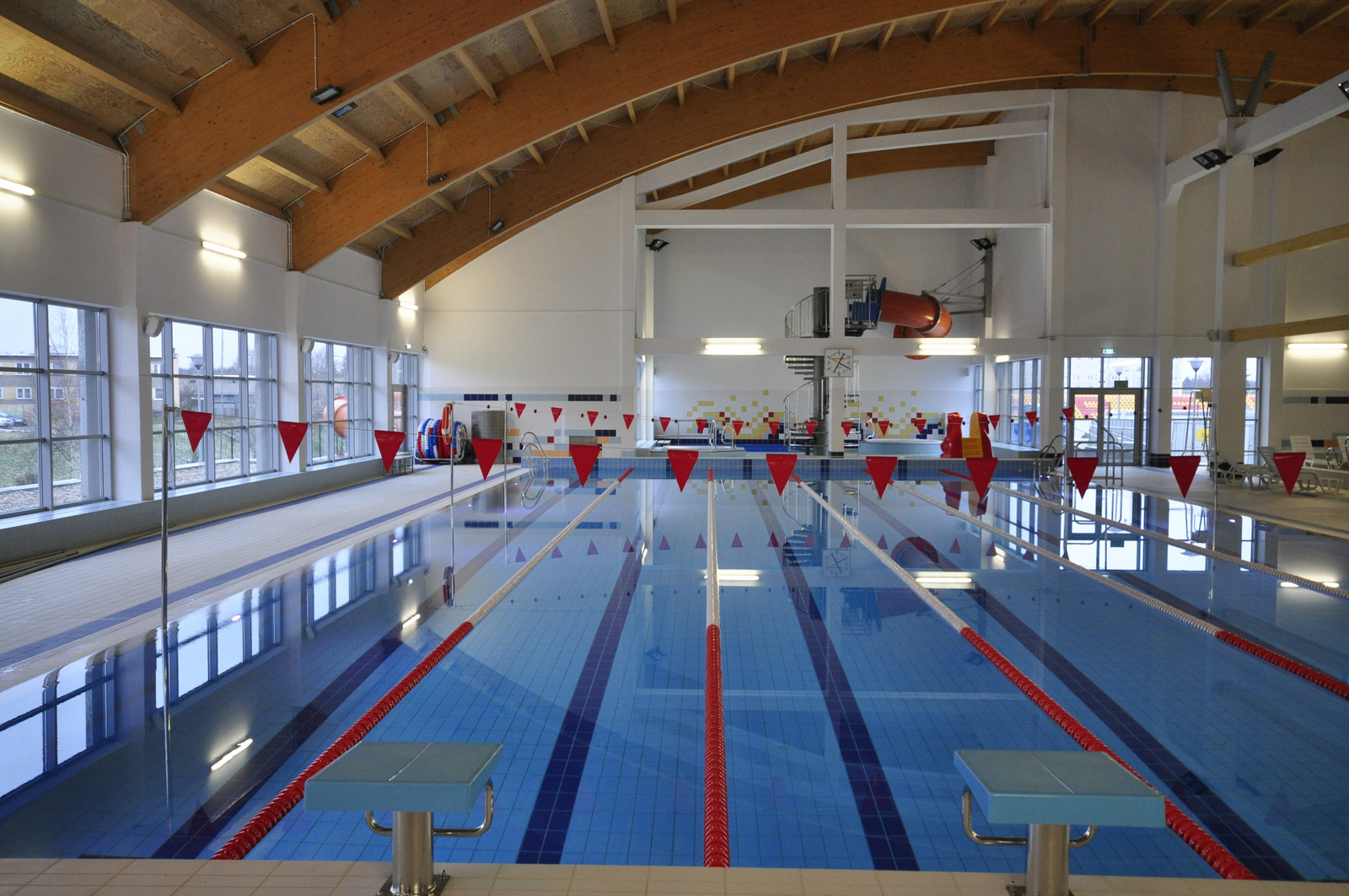
Basen Arena

### Hala Sportowo-Widowiskowa
Otwarta jako pierwsza z całego kompleksu. Posiada trybuny na 700 miejsc (w tym 450 siedzących).
Obiekt ten, jest miejscem gdzie rozgrywki ligowe prowadzi siatkarska drużyna WKS Sobieski Arena Żagań.

### Korty tenisowe
Ośrodek posiada 2 korty tenisowe z pełnym oświetleniem i nagłośnieniem.

### Basen Arena
Otwarty 26 stycznia 2011 roku. Charakteryzuje się dwoma nieckami basenowymi, sportową o długości 25 metrów oraz rekreacyjną o długości 13 metrów.
Posiada również kręgielnie.